# 奥莱斯蒂
奥莱斯蒂，是西班牙巴斯克自治区比斯开省的一个市镇。总面积25平方公里，总人口649人（2001年），人口密度26人/平方公里。